# دنیل جیگیکس
دنیل جیگیکس (انگلیسی: Daniel Gygax؛ زادهٔ ۲۸ اوت ۱۹۸۱) یک بازیکن فوتبال اهل سوئیس است.
وی همچنین در تیم ملی فوتبال سوئیس بازی کرده‌است.